# Mastus pupa
Mastus pupa is een slakkensoort uit de familie Enidae. De wetenschappelijke naam is gepubliceerd in 1758 door Linnaeus in de tiende editie van Systema naturae.

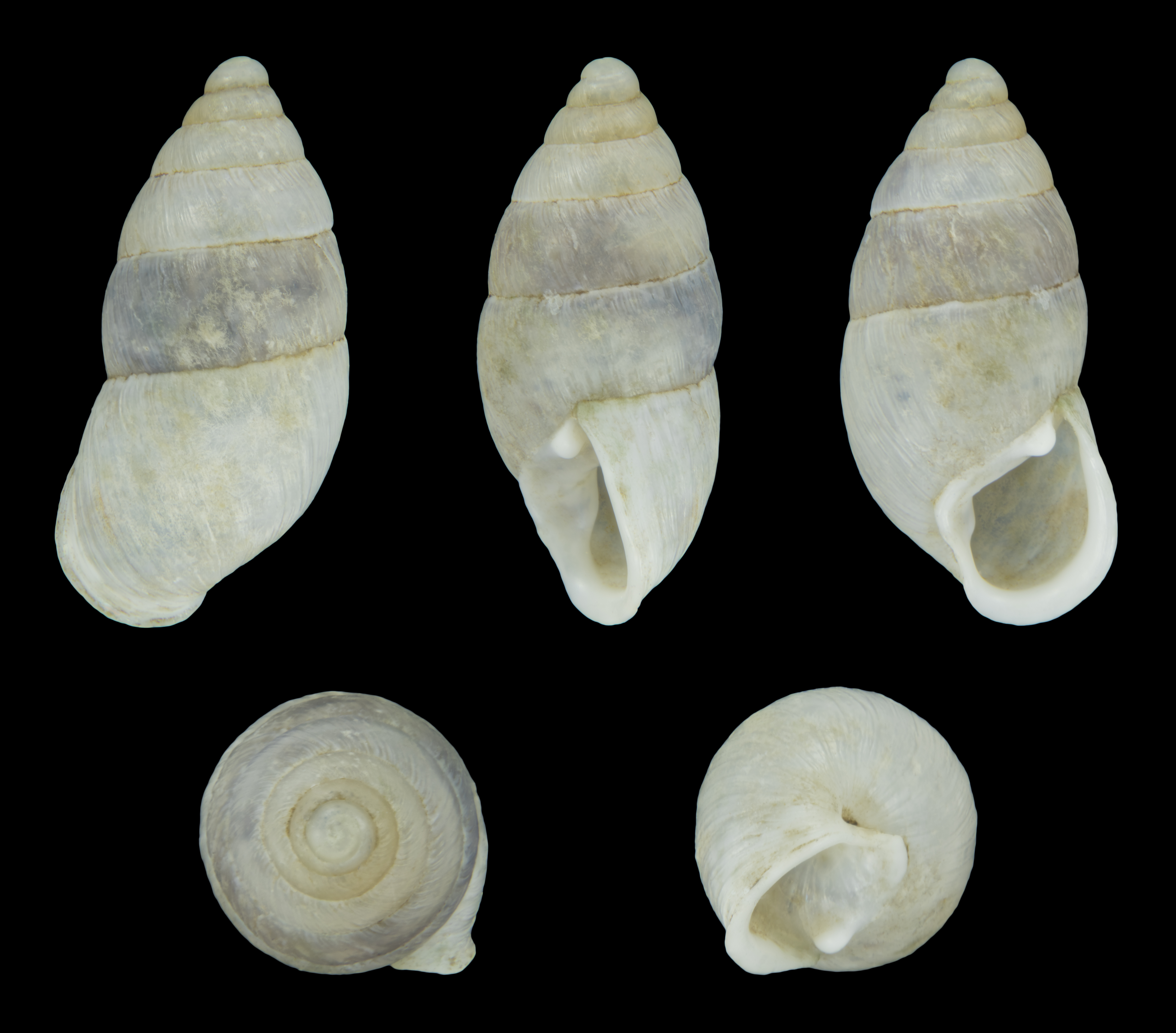